# 東方問題

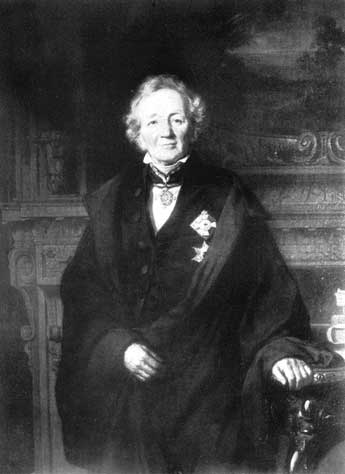
レオポルト・フォン・ランケ
史料批判に基づく実証的な近代歴史学の父。ランケはメッテルニヒ外交の研究から「東方問題」にも関心を持ち、ヨーロッパ列強を中心に近代世界史を構成した。このランケ的な視点からオスマン帝国の解体過程を「東方問題」として捉える場合、列強の帝国分割政策や勢力均衡の観点から論じられる傾向にある。

東方問題（とうほうもんだい、英: Eastern Question）とは、オスマン帝国およびその支配地域をめぐるヨーロッパ諸国の外交問題。広義にはオスマン帝国成立以来の、キリスト教ヨーロッパ世界への圧迫に関わるヨーロッパ諸国間の外交問題。狭義においては18世紀以降のオスマン帝国の解体過程に伴って生じ、19世紀に顕著となったオスマン帝国領内での紛争に関連するヨーロッパ諸国間の国際問題を意味し、今日一般的にはこの用法で使われる。

## 定義と特徴

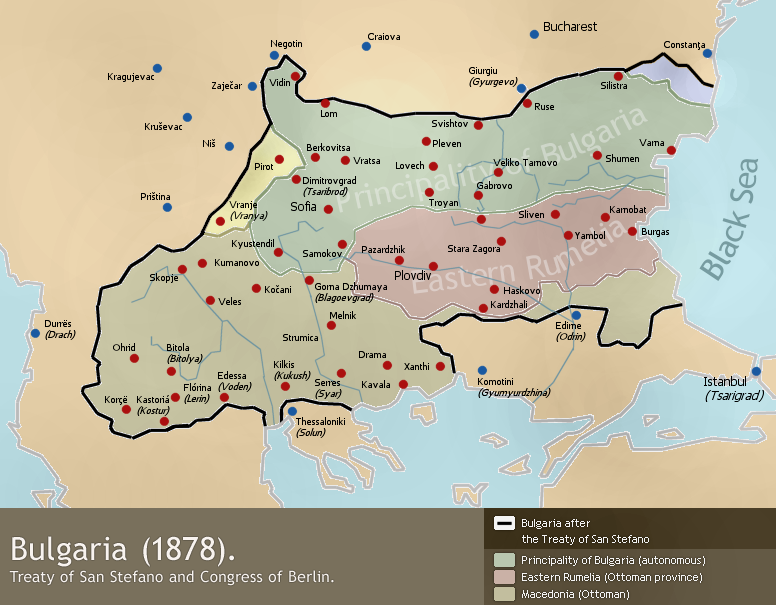
大ブルガリア国
「東方問題」の典型的な事例：ブルガリアはサン・ステファノ条約によってロシアの影響下にオスマン帝国から独立したが（1878年3月、図:黒線枠内）、列強の勢力均衡外交のもとにベルリン会議では分割され（同年7月、図:緑色）、結局はオスマン帝国の朝貢国として半独立国にとどめられた。この決着では民族問題が未解決に残り、後に、2度にわたるバルカン戦争や第一次世界大戦の要因の一つとなった。

「東方問題」は、ヨーロッパから見て東方に位置するオスマン帝国を中心とした地域におけるヨーロッパの一連の外交問題を総称した、主にヨーロッパ側の呼称である。
広義には、14世紀末以降オスマン帝国のバルカン半島進出によって形成された外交問題で、対オスマン十字軍やオスマン帝国を利用したブルボン家の対ハプスブルク家外交などを含み、20世紀前半のトルコ共和国成立にいたるまでのヨーロッパ対オスマン帝国間の外交問題。
狭義の、そして今日一般に使われる意味での「東方問題」は上記のうち、特に後半期の18世紀後半から19世紀後半にかけた外交問題を指し、オスマン帝国解体期にヨーロッパ諸国間の勢力均衡を帝国領の分配によって調整しようとしたものである。
以下今日一般的に使われる「東方問題」として、狭義について説明する。（広義の問題についてはオスマン帝国・コソボの戦い・第一次ウィーン包囲などを参照。）
バルカン半島のオスマン帝国領は1699年のカルロヴィッツ条約以降縮小・解体に向かい、それに伴ってこの地域へのオーストリアとロシアの進出が始まり、また1821年以降のギリシャの独立運動などに代表されるように、バルカン諸民族が独立に向けて活発化するようになる。オスマン帝国治下のバルカン半島の民族分布は複雑に錯綜しており、これらの民族が国民国家を形成しようとする場合、その領域の決定には民族問題が不可避に関わる状況であった。このような状況に際し、ヨーロッパ列強はバルカン半島の紛争に介入して、一国がオスマン帝国との外交関係において「一人勝ち」する構造を排除することで、各国の利害を調整しパワーバランスの維持に努めた。またオスマン帝国側もヨーロッパの国際関係を利用して自国の領土と利益を守るために主体的に外交紛争に関わった。これら「東方」の状況は、同時に、ヨーロッパ諸国自体の政策に影響する側面も持ち、とくにクリミア戦争は各国の政治・経済状況に顕著な影響を及ぼした。
この一連の問題は、主として、ヨーロッパ諸国にとっては「外交問題」、バルカン諸民族にとっては「民族問題」、オスマン帝国にとっては「領土問題」の側面を持つ。
これを「東方問題」と総称する場合、あくまでヨーロッパ列強から見た「外交問題」の側面が強調される。
列強間の東方に関する外交問題はベルリン会議（1878年）で一応の決着を見た。
それ以降、列強の利害は「東方」地域だけでなく、エジプト以南のアフリカ・極東を含めて全世界規模で調整されるようになったので、列強にとって「東方問題」の重要性は減じた。
しかし、これはあくまで列強間の外交上のことであり、バルカンの民族問題は全く解決されていなかった。
後にそのことは二度のバルカン戦争によって明らかになり、この民族問題は第一次世界大戦を引き起こす要因のひとつとなった。
最近のコソボ紛争にいたるまでこの民族問題は未だ解決されておらず、今日まで持ち越されている問題である。
このため「東方問題」の決着は見方によって一様ではなく、ベルリン会議とみなす場合が多いが、後に続く紛争も「東方問題」に含めて論ずる場合もある。
これらの問題を「東方問題」と総称する場合、ヨーロッパ側の視点に立ち、一連の問題をオスマン帝国がヨーロッパ諸国の外交秩序に組み入れられていく過程として捉えて説明する傾向が強い。
このことにより「東方問題」は列強の帝国主義政策・膨張政策と関連づけられる傾向にあり、主として
- ドイツ・オーストリアの「汎ゲルマン主義」とロシアの「汎スラヴ主義」の対立
- エジプトとオスマン帝国の紛争およびそれに関わる英仏の中近東政策の対立
- ロシアの南下政策とイギリスの帝国主義政策の対立
- イギリスの3C政策とドイツの3B政策の対立

などを軸として語られることが多い。
東方問題で扱われる問題の一部は、オスマン帝国における近代化へ向けた自己改革運動の側面を持つものもあるが、「東方問題」と総称する場合には、自己改革的な側面は無視あるいは軽視される傾向が見られ、それらの改革運動も最終的には列強との力関係や外交状況に影響されたものと捉えられる傾向にある。

## 歴史的展開

### 背景および概説
18世紀初頭までのヨーロッパ内での勢力均衡は、ブルボン家とハプスブルク家の間の大きな利害対立をイタリアで調整することによって成り立っていた。中世以来分裂傾向にあったイタリア半島をヨーロッパの辺境と位置づけ、イタリア半島すべてを直接支配する勢力を排除することにより、この辺境で局地的な勢力均衡を実現して利害を調整し、全ヨーロッパ的な勢力均衡を保っていた。ところが「東方問題」の期間には、1789年のフランス革命とその後のナポレオン戦争の進展により国民主義の風潮が全ヨーロッパに波及し、国民国家を求める意向を無視してイタリアを分裂状態にとどめておくことは困難になってきた。ハプスブルク家オーストリアの従来の政策は、バルカン・東欧方面への拡大と中欧・南欧（ドイツ・イタリア）方面への拡大との二方面の選択肢があった。しかし、イタリアでは国民主義の運動がオーストリアの影響力の排除を望むかたちとなって現れ、ドイツ方面への進出にはプロイセンという有力な対抗勢力が存在した。結局はドイツ帝国成立（1871年）によりオーストリアはドイツの統合からはずされ、最終的にアウスグライヒ体制（すなわちオーストリア・ハンガリー帝国、1867年成立）を形成するといったように、この時期を通じて東欧の大国を目指す路線が徐々に明確となった。

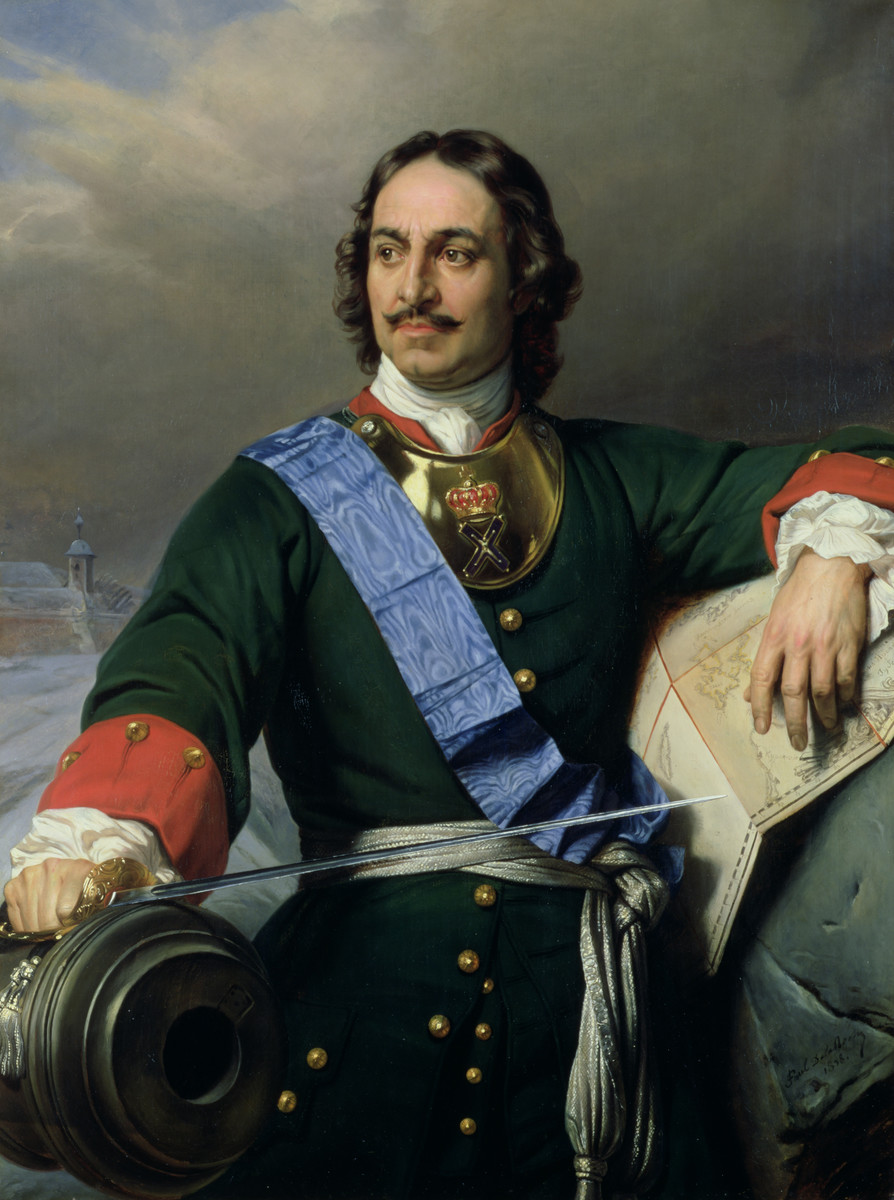
ピョートル1世
大帝。彼の治世にロシアは近代化を進めて急速に台頭し、スウェーデン、ポーランドにかわり北欧・東欧の大国として列強に加わった。

一方で、17世紀後半からピョートル1世のもとで近代化政策を推し進めたロシアは、大北方戦争での勝利者となり（1721年）、積極的に黒海への南下を図り、同時にドナウ川沿岸にも影響を及ぼそうとしていた。このことが、「東方問題」の時期には、同地域に影響を拡大しようとしていたオーストリアとの利害対立を生じさせた。
またこの期間、イギリスは自国と植民地インドを媒介する地中海経路を確保しようとしており、伝統的に地中海に大きな影響力を保持しているフランスはイギリスと対立する傾向にあった。
このようなヨーロッパの状況を背景に、オスマン帝国の支配領域をめぐって「東方問題」という外交問題が発生した。「東方問題」が顕在化するのは、ロシアが黒海沿岸のアゾフをめぐってオスマン帝国と交戦した1736年露土戦争である。この戦争では、ヨーロッパの勢力均衡が著しく損なわれるのを防ぐために紛争の当事者以外が「東方」をめぐる紛争に介入するという「東方問題」の基本的な構造が現れた。以後「東方」をめぐる数々の紛争の解決にあたって、オスマン帝国とヨーロッパ列強との外交によってヨーロッパの勢力均衡を実現するという構造が見られるようになり、「東方問題」はヨーロッパ近代外交の主要な一角を形成した。ギリシャ独立戦争（1821年～）では、各国政府が当初介入に消極的であったのにもかかわらず、世論の後押しによって主要な政治問題に発展した。「東方問題」が最も活発化した時期と考えられるのがクリミア戦争（1853年～）で、「東方」において英仏とロシアは全面的に軍事衝突し、これが戦後のヨーロッパの政治状況にまで大きな影響を及ぼすこととなった。1878年のベルリン会議によって列強間の利害問題としての「東方問題」に一応の決着がつけられ、1880年代のヨーロッパは「ビスマルク体制」のもとで一応の安定がもたらされたかに思われた。しかし実際にはバルカン諸民族はこのベルリン会議の決着に納得しておらず、バルカン半島は紛争の火種を抱えて「ヨーロッパの火薬庫」でありつづけた。

### 東方問題の顕在化

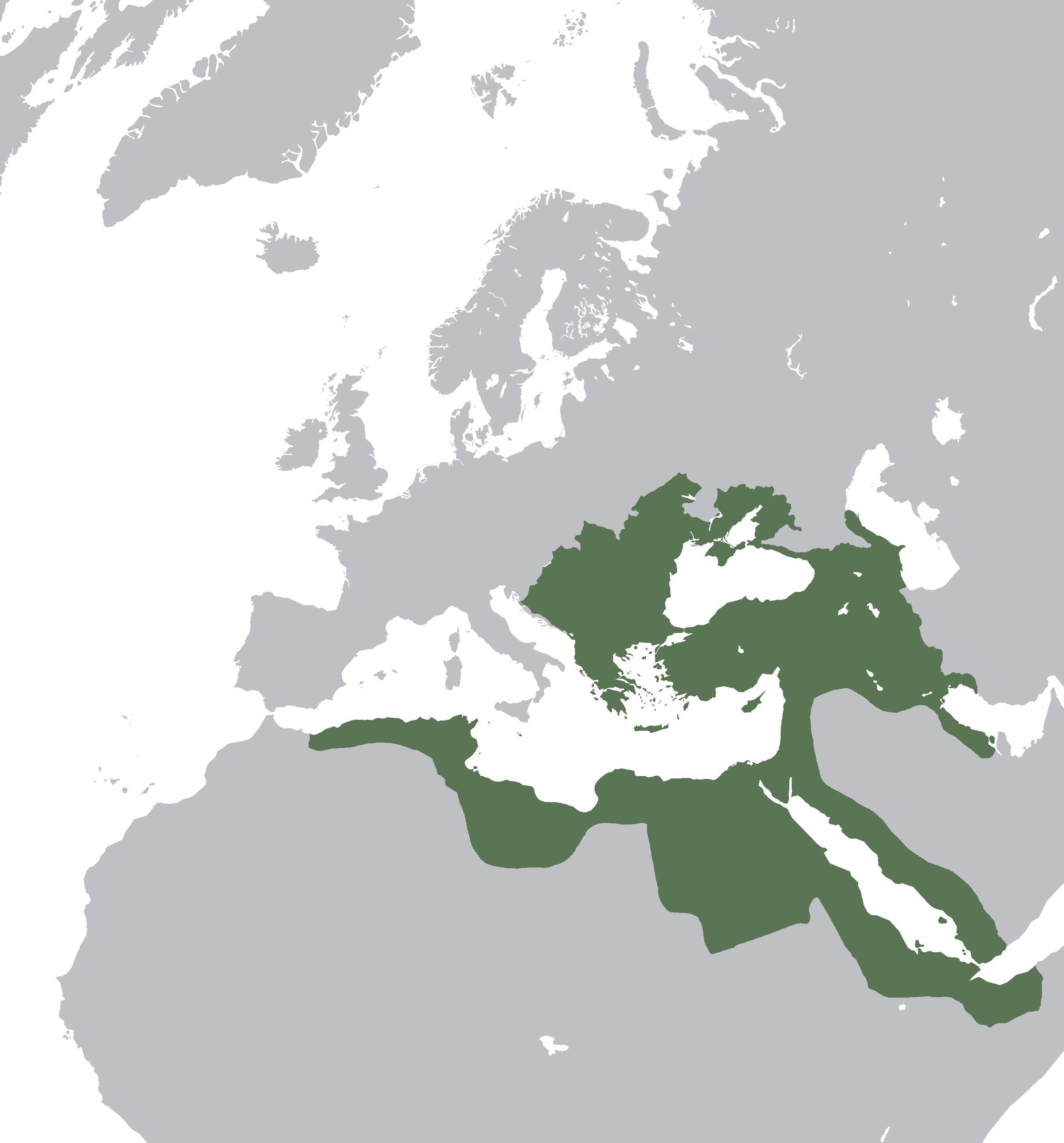
1683年、膨張の極みに達したオスマン帝国の最大版図
最近の研究ではこの時代のバルカン半島を「パクス・オトマニカ」のもと統合と共存、平和を享受していたとみる傾向にある。

「東方問題」以前、バルカン半島はオスマン帝国の統治により「パクス・オトマニカ」（オスマンの平和）の安定のもとにあったとされる。オスマン帝国によるバルカン制圧当初はイスラームの支配を嫌う住民が流出し、人口減少に襲われたが、16世紀になるとその統治は安定化した。東欧に領土を拡大するオスマン帝国に対し、オーストリアをはじめヨーロッパ諸国は脅威を感じていた。
17世紀に入ると、徐々にオスマン帝国の国力は弱まり「東方問題」の素地が形成された。大規模なヨーロッパ進撃を図った1683年の第二次ウィーン包囲の失敗を境に、バルカン半島におけるオスマン帝国領は縮小・解体の方向に転じた。オスマン帝国は1699年のカルロヴィッツ条約でハンガリーを失い、東欧での拡大が阻止された。これ以降ヨーロッパに対するオスマン帝国の脅威は薄れ、東欧では再びヨーロッパ諸国が支配的となった。
18世紀初頭には、オーストリアはオスマン帝国との戦争で連勝を続け、1718年のパサロヴィッツ条約ではオスマン帝国からベオグラードを一時的に奪取した。同時期、ロシアは1700年にオスマン帝国から黒海沿岸のアゾフを獲得し黒海支配の足がかりを得たかに思われたが、1711年のプルート戦役では敗北してプルト条約でアゾフを返還した。ロシアの圧迫は一時的に緩和され、オスマン帝国はしばらくの間安定した時期を迎えた。従来オスマン帝国は、ヨーロッパ諸国に特権としてのカピチュレーション（外交特権、治外法権なども含まれる）を与える恩恵的な性格の強い外交政策をとっていたが、この時期には西欧文化・技術を吸収する西欧宥和政策に転換した（チューリップ時代と呼ばれる）。1719年ウィーンに、1720年にはパリに外交使節を派遣するなど自ら積極的な外交を展開する姿勢を示した。
1736年にロシアが再びアゾフを求めてオスマン帝国と争うオーストリア・ロシア・トルコ戦争（露土戦争とも、1735年 - 1739年）に参戦した。この戦争の結果は1739年のベオグラード条約で、これによりロシアのアゾフ領有が確定しロシアの黒海進出を招いたものの、オスマン帝国はオーストリアからベオグラードを奪還した。しかしこの戦争ではその結果よりも推移状況において「東方問題」に特徴的な傾向が現れた。ロシアの同盟国オーストリアは、開戦の1年後にロシアを支援する形で参戦したが、ロシアの影響力の拡大を恐れたために、休戦交渉においてはロシアの敵国フランスの懸念を利用してロシアの主張を抑え込もうとした。ここでは「東方」をめぐる紛争に、紛争の当事者以外の第三国を介入させることで勢力均衡を維持しようとする「東方問題」の基本構造を見ることができる。

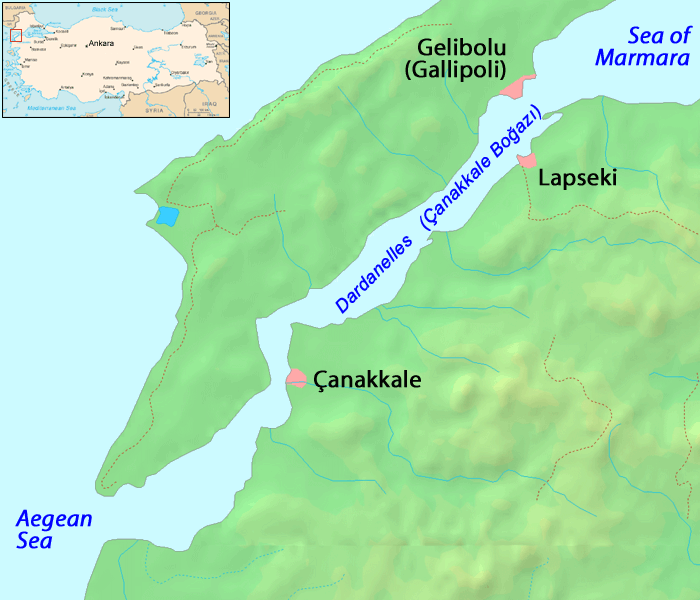
ダーダネルス海峡
黒海と地中海の接点であり、ロシアは南下政策をヨーロッパ側で成功させるにはどうしてもここを確保する必要があった。

1768年の露土戦争によって、「東方問題」はヨーロッパ政治において重要性を帯びることとなった。戦後、1774年にキュチュク・カイナルジ条約が結ばれ、ロシアはオスマン帝国から黒海沿岸を譲り受けた。さらにこの条約で、ロシアがオスマン帝国支配下の正教徒の保護権を認められたことから、以後ロシアは主にこれを口実としてオスマン帝国への干渉を強めるようになった。
1787年にロシアとオスマン帝国の間で再び戦端が開かれると（露土戦争）、同盟に基づいてオーストリアのヨーゼフ2世も参戦した。この際両国の間でオスマン帝国領を分割する約束がされた。これはイギリス・フランス・プロイセンなどに警戒を抱かせたが、1791年にオーストリアは戦争から手を引かざるを得なくなり、結果的に1792年のヤシ条約ではロシアが黒海支配を大きく進めることとなった。
19世紀前半にはオスマン帝国をめぐる「東方問題」に関する列強の位置は明確になった。ロシアは最も直接的な影響力を持った。ロシアはボスポラス・ダーダネルス両海峡およびコンスタンティノープルの港を確保して、黒海を支配していた。さらにロシアは、地中海進出の足がかりを得ることに関心があり、オスマン帝国海域での商船や軍艦の航行権を列強に先んじて確保し優位に立つことを望んでいた。また相対的に重要性は落ちるものの、オスマン帝国内の正教徒をロシアの管理下に置きたいと望んでいた。このようなロシアの立場に対して、オーストリアが最も直接的に対立した。オーストリアにとって、弱体化したオスマン帝国に比べると、ドナウ川沿いに進出しようとするロシアの脅威のほうがはるかに重大であった。さらにバルカン諸民族が活発になることは、オーストリア自身の抱える民族問題に飛び火し、自国内で民族の独立運動が激化につながると危惧されたため、オスマン帝国の保全を考えるようになった。イギリスは、インドへの交通路を確保するために、ロシアがボスポラス海峡を支配して東地中海に進出するのを警戒し、さらにオスマン帝国の崩壊によってヨーロッパの勢力均衡が崩れる懸念をもっていたために、オーストリアに近い立場にあった。

### ナポレオンの時代

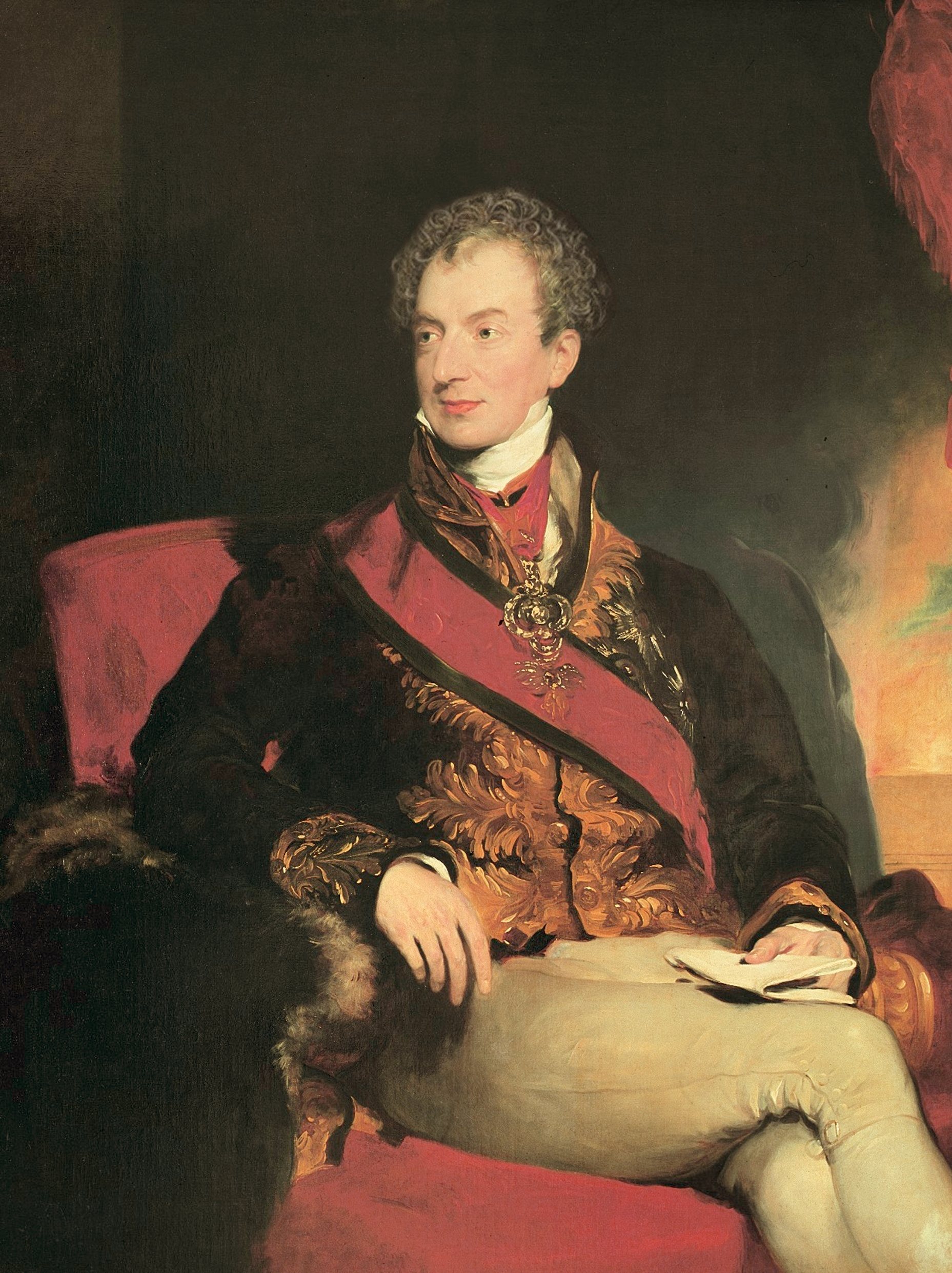
メッテルニヒ
オーストリアの宰相。ウィーン体制前後のヨーロッパ外交を主導した。彼はロシアとフランスの同盟がオスマン帝国の崩壊を招くことを警戒した。

19世紀の初頭になると、フランスでナポレオンが台頭し、ヨーロッパはこれに注意を向けるようになった。ナポレオンはヨーロッパにおける覇権を確立するため1807年にティルジット条約を結んでロシアと同盟関係を形成し、「東方」に影響する次の約束を結んだ：
- ロシアはイギリスとの戦争でフランスを支援する
- 引き替えに、ロシアはオスマン帝国からモルダヴィアとワラキアを獲得する
- もしオスマン帝国がこれを拒絶したならば、両国は協力してオスマン帝国と戦争する
- オスマン帝国のヨーロッパ側領土は両国の同盟国間で分割される

この同盟は、オスマン皇帝に脅威となったのはもちろん、イギリス・オーストリア・プロイセンにも脅威と取られたが、これらの国々は実質上この問題に介入する力を持っていなかった。
オーストリアは、仮にフランスとロシアがオスマン帝国と開戦した場合、明らかにオスマン帝国を崩壊させると考えて、外交により両国のオスマン帝国への攻撃を回避することを望んでいた。さらにオーストリアの宰相メッテルニヒは、もし攻撃を防ぐのに失敗するようならば、南東ヨーロッパすべてをロシアが支配する事態だけは避けて、両国の主導するオスマン帝国の分割を支持しようと考えていた。
しかし結果的には、1812年に始まったナポレオンのロシア遠征によってフランスとロシアのティルジットでの同盟は瓦解し、両国によるオスマン帝国攻撃は実現しなかった。1815年には、列強の反撃によってナポレオンのヨーロッパ支配は終わり、列強はウィーン会議を開いて戦後の外交秩序を形成した。このときには「東方問題」はロシアの国内問題であるという解釈が支配的で、オスマン帝国領に関する問題は話し合われず、この会議の結果形成された神聖同盟からもオスマン皇帝は除外された。

### ギリシャの独立

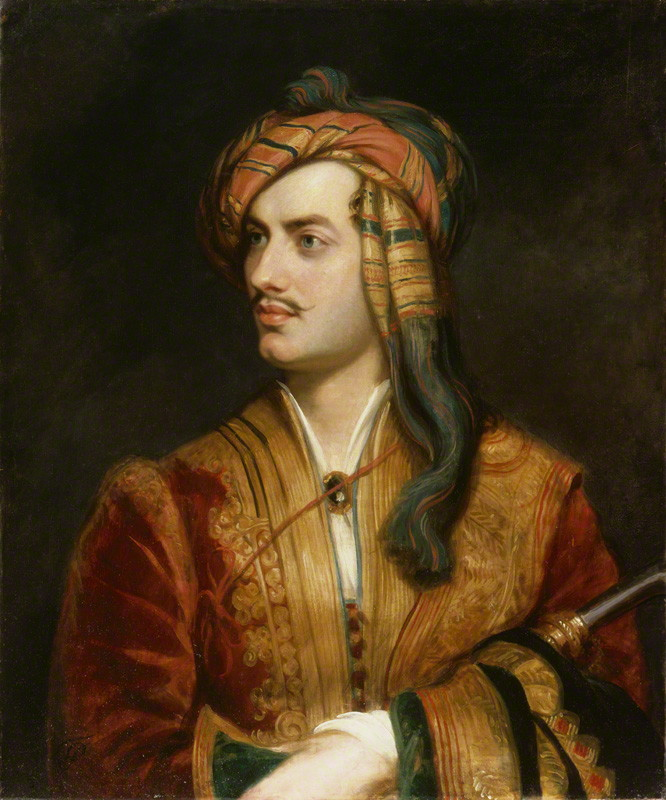
ジョージ・バイロン
ロマン主義を代表する詩人。オスマン帝国支配下のギリシャに同情的で、ギリシャ独立戦争に義勇兵として加わった。

1821年にギリシャがオスマン帝国からの独立を宣言してギリシャ独立戦争が勃発すると、「東方問題」は再びヨーロッパの主要な問題となった。そもそも「東方問題」という用語はこの時に作られたものである。1815年以来たびたびロシアがオスマン帝国領内に侵入しようとしていると噂されていたため、ギリシャの独立問題はロシアが画策した陰謀である、あるいはこの機に乗じてロシアがオスマン帝国への侵略を開始するという危惧が各国間に広がった。
ギリシャ独立戦争の開戦当時、ヨーロッパは ウィーン体制によって安定した協調状態にあった。そこで、オーストリアの外務大臣メッテルニヒとイギリスの外務大臣カッスルレー卿ロバート・スチュアートは、ロシア皇帝アレクサンドル1世に対して、皇帝自身が主導するウィーン体制の勢力均衡を崩さないため、ギリシャ独立戦争には参戦しないよう訴えた。アレクサンドル1世はこのような状況で去就を決めかね、結局ロシアはギリシャをめぐる「東方問題」に積極的には介入しなかった。
しかし、1825年にアレクサンドルが崩御しニコライ1世が登極すると、ヨーロッパ諸国への配慮をやめて、ギリシャ独立戦争に介入することを決定した。ロシアが介入する態度を見せると、ギリシャがロシアの従属国とならないように、イギリスもすぐにこの問題に介入した。さらに、西ヨーロッパ文明の源であるギリシャの独立に対し、当時西ヨーロッパを風靡していたロマン主義が有利に働き、フランスもギリシャを支援して介入した。オーストリアだけは、ロシアに対する警戒からギリシャへの支援を控えていた。
このような列強の介入に憤慨したオスマン皇帝マフムト2世は、1828年、ロシアに宣戦布告した。オーストリアは事態の進展に驚き、列強国間で反ロシアの同盟を形成しようとしたが、各国の思惑が違い成功しなかった。1829年までにロシア軍はオスマン帝国との戦争を優勢に進めたものの、戦況は長期化の様相を呈した。ロシアはオスマン帝国の解体を意図してオーストリアの参戦を求めたが、ロシアの南下政策を恐れるイギリスの懸念を招き、実現しなかった。このときになってフランスのシャルル10世が列強によるオスマン帝国分割を提案したが、すでに時機を逸していたので、この提案が何らかの成果につながることはなかった。
ロシアは、オスマン帝国の解体は実現できなかったが、1829年にオスマン帝国との間でアドリアノープル条約を締結し、オスマン帝国をますます従属的な立場へ追いやった。この条約によって、ロシアは黒海に沿ったオスマン帝国領土を譲り受け、ダーダネルス海峡での商船の航行権を得たうえ、オスマン帝国内におけるロシア商人の商業特権が強化された。その後1832年のコンスタンティノープル条約でギリシャの独立は確認され、ギリシャ独立戦争は終結した。

### ムハンマド・アリーの侵攻

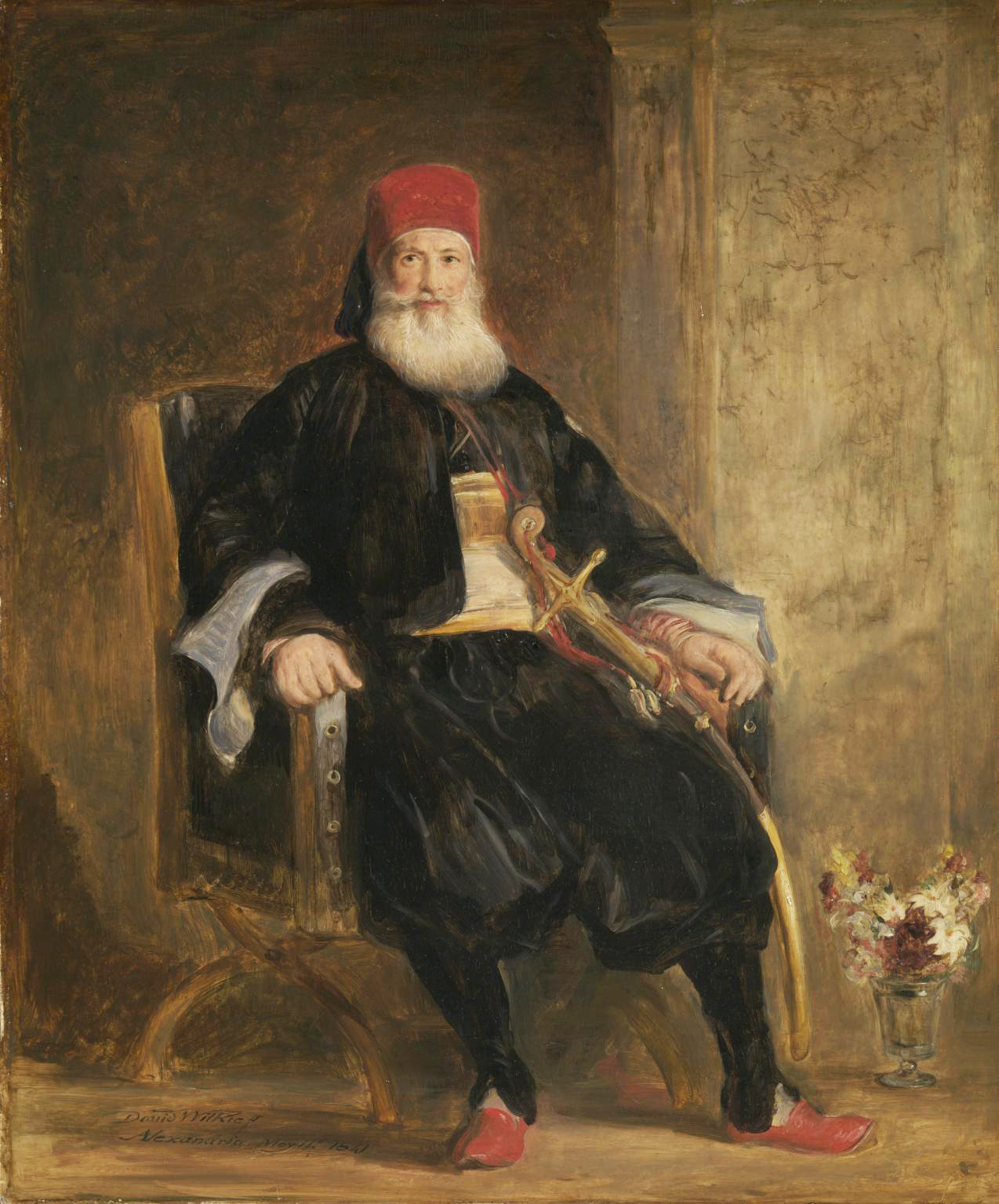
ムハンマド・アリー
エジプトを実質支配し、ムハンマド・アリー朝といわれる世襲支配の礎を築いた。

ギリシャ独立戦争中のen:Ottoman–Egyptian invasion of Maniでは協力していたエジプトとオスマン帝国だったが、ギリシャ独立戦争終結した頃になるとエジプトを実質的に支配していたムハンマド・アリーとエジプトの宗主国であったオスマン帝国との間で紛争（エジプト・オスマン戦争 (1831年-1833年)）が発生した（1831年）。フランスの援助によって近代的でよく訓練されていたエジプト軍は、オスマン軍を圧倒し、オスマン帝国全域を制圧するかに見えた。この事態に際して、オスマン帝国を従属させる政策をとっていたロシアは、オスマン帝国に同盟を提案した。1833年に両国間に ウンキャル・スケレッシ条約が結ばれ、
- ロシアはオスマン帝国を外敵から保護する
- ロシアが交戦中の場合、オスマン帝国はダーダネルス海峡において全軍艦の通航を封鎖する

ことを約束した。このロシアの介入によって1833年にオスマン帝国とエジプトとの間に一時的な和約がなった。
しかし、ウンキャル・スケレッシ条約は「海峡問題」として知られる外交問題を発生させた。問題の原因は、条約が全ての軍艦の通航を封鎖するとしていたにもかかわらず、ヨーロッパ各国の多く政治家にロシアの船舶だけは例外と誤解されたためである。イギリスとフランスはこの誤解からロシアの態度を非難し、ロシアの台頭を抑えようとした。しかし両国は、目的を果たすための基本姿勢が異なっていた。イギリスはオスマン帝国の保全を望んでいたのに対し、フランスはより有力と思われるムハンマド・アリーがオスマン帝国を統治することを望んでいた。
1839年 、オスマン帝国とエジプトの間に紛争が再発（エジプト・オスマン戦争 (1839年-1841年)）した。同年、オスマン帝国のマフムト2世が死去すると、まだ若いアブデュルメジト1世が即位したが、その権力は安定しなかった。このような状況の中、ムハンマド・アリーのエジプト軍は今度もオスマン帝国の軍隊を圧倒した。これを見て、イギリス・フランス・ロシアはオスマン帝国の解体を防ぐために一斉に介入したが、それぞれの基本姿勢は異なり、フランスはいまだにムハンマド・アリーを支持する立場にいた。1840年に列強間で妥協が合意され、エジプトは名目的にはオスマン帝国の宗属関係にとどめおかれたが、エジプト支配をムハマンド・アリーの世襲（ムハンマド・アリー朝）とすることが認められた。
この間も「海峡問題」は解決されていなかった。1841年ロシアがロンドン海峡協定を受け入れたことにより、ウンキャル・スケレッシ条約は最終的に廃棄された。この協定によって、ヨーロッパの列強（ロシア、フランス、イギリス、オーストリア、プロイセン）はオスマン帝国が戦争中その同盟国に認める場合を除いて、基本的にダーダネルス海峡での全ての軍艦の通航を禁止するという「古い規則」に戻された。ロシアのニコライ1世はこの状況から判断し、オスマン帝国を従属させる政策を取りやめ、オスマン帝国分割という従来の方針に復帰した。
1831年以来のエジプトとの紛争で弱体化したオスマン帝国は、結果的に、ロシアに従属する立場ではなくなったが、独立国とはとてもいえない状態で列強の保護下におかれたというのが実状だった。この時期のオスマン帝国はさまざまな内政改革を試みたが、かつての栄光を取り戻すことはできず、1840年代には「ヨーロッパの病人」と呼ばれ、帝国の瓦解は避けられないと考えられる状態になった。

### 1848年の諸革命

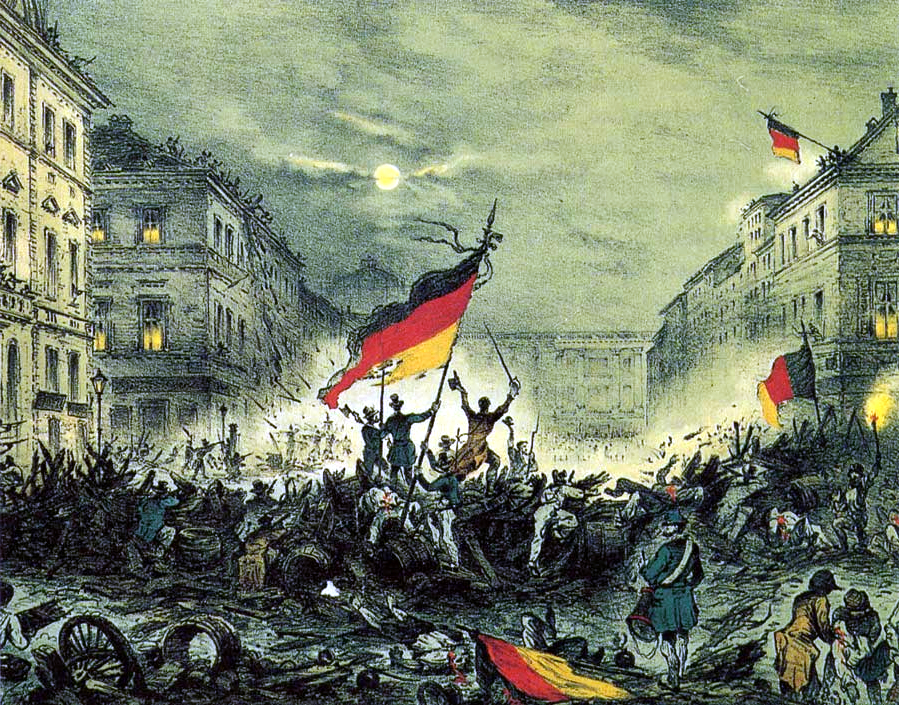
ドイツ・オーストリア三月革命
フランス二月革命にはじまった1848年の革命は急速に広がり、翌月には反動体制を支える中心の一つ、オーストリアにまで波及した。

1848年までのおよそ10年間、「東方問題」は平穏に推移した。この間、フランスとオーストリアは自国内の混乱を収拾するのに忙しかった。ロシアは「東方問題」に介入する絶好の機会にあるように思われたが、実際にはオーストリアの反革命を支援するために出兵しただけで、「東方」には介入しなかった。ロシアはオーストリア政府を支持することで、将来オスマン帝国の領土を分割する機会が訪れたときに、オーストリアをはじめとする列強の支持が得られることを期待していた。
オーストリアでの1848年革命がロシアの協力によって鎮圧されると、コッシュート・ラヨシュをはじめとするオーストリアにとっての「反逆者」たちがオスマン帝国へ次々と亡命した。これに対し、オーストリアは亡命者の引き渡しを要求したが、オスマン皇帝は要求を拒絶した。憤慨したオーストリア・ロシアは大使を召還し、両国とオスマン帝国の戦争が差し迫る状況になったが、ただちにイギリスとフランスが介入してオスマン帝国に艦隊を送って支援したため、両国は勝機を失ったと考えて要求を撤回した。

### クリミア戦争
1850年代に些細な宗教論争によって、新たな対立が生じた。18世紀に結ばれた協定によれば、ロシアがオスマン帝国内の正教徒の保護者であったと同様に、フランスもオスマン帝国内のカトリック教徒を保護する権利を有していた。そのため数年間にわたり生誕教会と聖墳墓教会の管理を巡って正教徒とカトリック教徒の間で論争がおこなわれていた。1850年代の初めに両者はオスマン皇帝に判定を求めた結果、1853年オスマン皇帝は正教側の猛烈な反対を押し切ってカトリック教徒側を支持する判定を下した。
他方、1852年に独立を宣言したモンテネグロ公国が新憲法の制定を巡る対立からオスマン帝国と開戦すると、ここでも正教徒の保護を名目としたロシア帝国とオスマン帝国との対立が生じた。

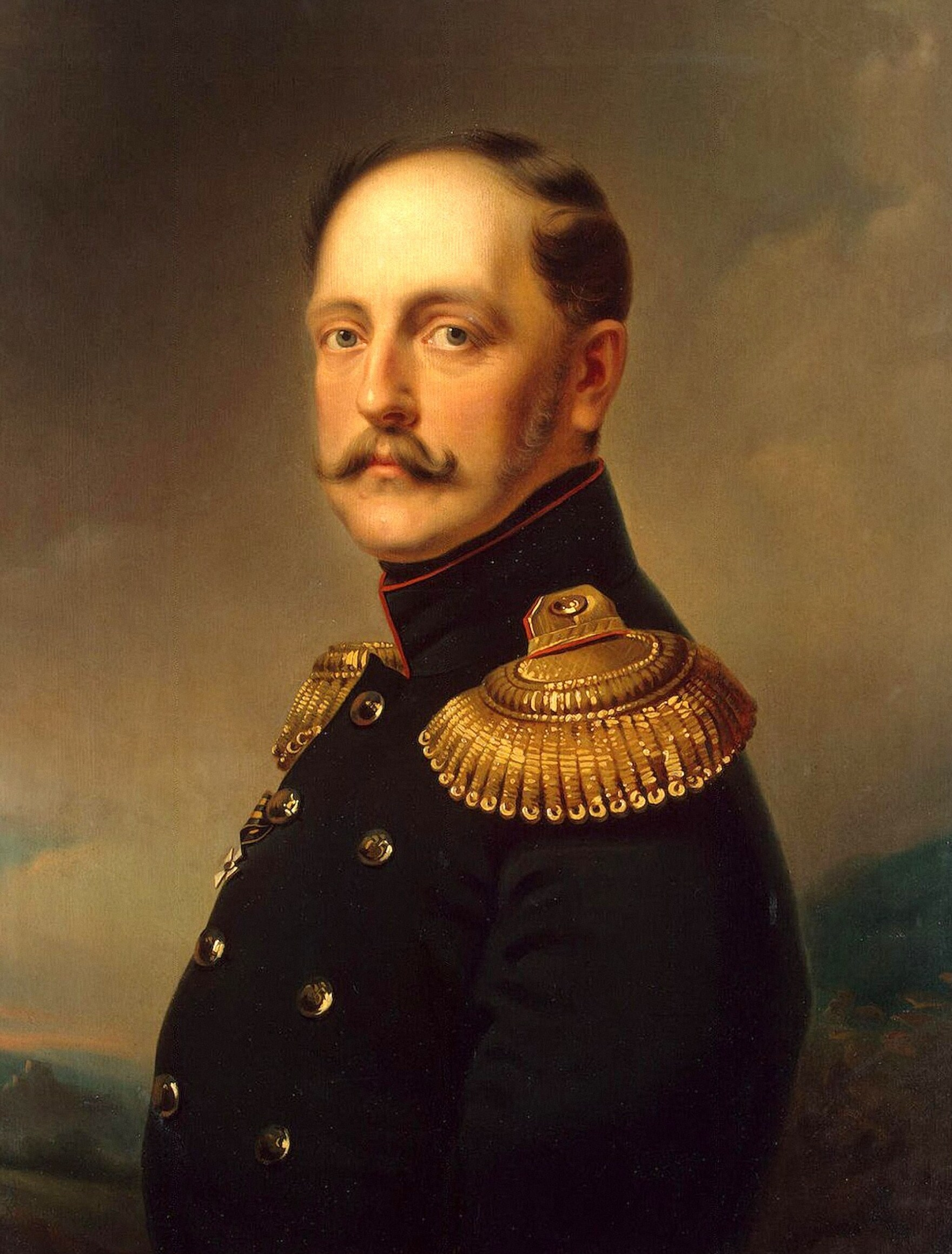
ロシア皇帝ニコライ1世
開明と専制の間を揺れ動いた兄帝アレクサンドル1世に比べると、ニコライ1世は反動的、膨張主義的で、典型的な専制皇帝であった。彼の治世下の1853年、ロシア軍がオスマン帝国領内へ進軍し、クリミア戦争が勃発した。

ニコライ1世はメンシコフ公爵に特命を与えてオスマン帝国政府へ急派し、最初に「帝国内の全てのキリスト教徒と教会を保護する」ことを約束させる条約を締結した。さらにメンシコフは「ロシアがオスマン皇帝のキリスト教徒保護が不十分と判断した際はオスマン帝国に干渉することを認める」という新しい条約を締結しようと試みたが、その要求を知ったイギリスの外交官ストラットフォード・カニング（初代ストラットフォード子爵）が巧みな外交を展開し、この条約がオスマン帝国の独立を脅かすと説得したことにより、オスマン皇帝は条約を拒絶した。
メンシコフの外交交渉が失敗に終わったことを知ったニコライ1世は、聖墳墓教会の問題を持ち出して、モルダヴィアとワラキアに進軍した。ニコライ1世は、1848年の革命の鎮圧に協力したのだから、ロシアが隣接するオスマン帝国支配下の2,3の州を併合することにヨーロッパ諸国は反対するまいと考えていた。
しかし、ロシアがモルダヴィアとワラキアへ派兵すると、オスマン帝国の保全を望むイギリスはダーダネルス海峡へ艦隊を派遣した。同海峡はフランスの艦隊によりロシアに封鎖されることなくオスマン帝国に保持されていた。ヨーロッパの勢力は当時外交的な解決を望んでいたので、イギリス・フランス・オーストリア・プロイセン4国はウィーンでロシアとオスマン帝国双方が受容できると思われる妥協案（ウィーン議定書）を示した。ロシアはこれを承認したが、オスマン皇帝アブデュルメジト1世は、妥協案の簡潔すぎる文言が多くの拡大解釈を許容すると考えて拒絶した。4国はオスマン皇帝の意向を受けて修正案を提示したが、今度はロシア側からの拒絶にあった。これを受けて、イギリスとフランスは外交交渉をうち切り、一方、オーストリアとプロイセンは依然として外交努力を継続しようとした。結局、オスマン帝国はドナウ川付近でロシア軍を攻撃し、両国は交戦した。
ロシア軍は、1853年11月30日シノープの海戦でオスマン帝国艦隊を壊滅させると、制海権を握って補給を確保し、急速に南下した。オスマン帝国艦隊の壊滅とロシアの急拡大はイギリスとフランスに脅威を抱かせ、フランスはオスマン帝国を擁護して介入する姿勢を見せた。1854年、イギリスとフランスはロシアにモルダヴィアとワラキアから退くよう最後通牒を突きつけ、これが無視された後に宣戦を布告した。
ニコライ1世は、1848年の革命鎮圧に協力した経緯から、オーストリアは少なくとも中立を守るだろうと期待していた。しかしオーストリアもロシアの行動を脅威と感じており、ロシア軍の撤退を要求するイギリスとフランスを支持した。ロシアに宣戦することはなかったものの、中立を守ることは約束しなかった。1854年の夏に再びオーストリアが撤退を要求すると、オーストリアの介入を恐れたロシアは、これに応じて撤退した。

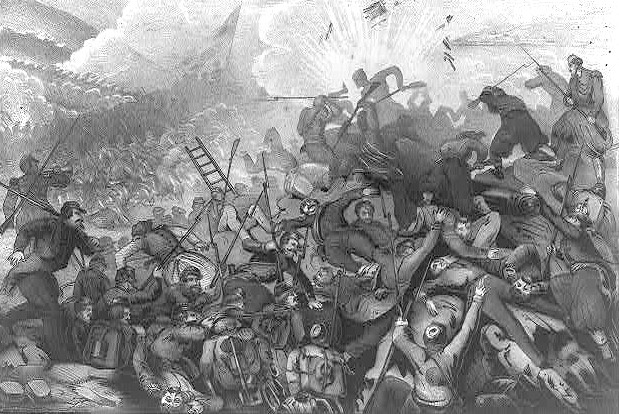
セバストポリの陥落
英仏両軍の猛攻によりロシアの黒海経営の要衝であったセバストポリ要塞は陥落した。

ロシアがドナウ川付近から兵を退いたので、戦争は元々の理由を失った。しかし、オスマン帝国に対するロシアの脅威を取り除き「東方問題」を決着させるために、イギリスとフランスは戦争を続行し、ロシアに次の要求を提示した：
1. ドナウ川付近の公国に対する保護権の放棄
2. 帝国内の正教徒の保護を理由にオスマン帝国に介入することの放棄
3. 「海峡問題」について1841年の条約が再確認されること
4. ドナウ川の通行権は全ての国に認められること

しかしニコライ1世はこの「4項目」を拒否したので、戦争は続行した。
ニコライ1世が死ぬと、後継したアレクサンドル2世は和平交渉を開始し、講和条約のパリ条約を締結した。パリ条約では「4項目」の主旨が厳守され、ドナウ川沿岸の公国に対するロシアの特権は列強に譲渡され、黒海沿岸にはオスマン帝国もロシアも一切の海軍施設および海事に関わる軍需工場を設けないことが約束された。これにより、オスマン帝国に対するロシアの脅威は大きく減じた。さらに列強により、オスマン帝国の独立および領土保全を尊重することが約束された。
| クリミア戦争前後の各国の軍事支出（単位：100万ポンド） |      |      |      |      |      |
| \| \| 1852 \| 1853 \| 1854 \| 1855 \| 1856 \| \| ロシア \| 15.6 \| 19.9 \| 31.3 \| 39.8 \| 37.9 \| \| フランス \| 17.2 \| 17.5 \| 30.3 \| 43.8 \| 36.3 \| \| イギリス \| 10.1 \| 9.1 \| 76.3 \| 36.5 \| 32.3 \| \| オスマン \| 2.8 \| ? \| ? \| 3.0 \| ? \| \| サルデーニャ \| 1.4 \| 1.4 \| 1.4 \| 2.2 \| 2.5 \| \| クリミア戦争は「東方問題」が各国の政治に特に大きな影響を与えた事例。主要参戦国であるイギリス・フランス・ロシアの軍事費がのきなみ増大しているが、イギリスの軍事費の異常な増大が特に注目される。この大規模な戦争での敗北によってロシアの影響力は著しく低下し、1870年代にいたるまで「東方問題」は安定した。（出典：『ミシガン大学政治・社会研究インター・ユニヴァーシティー・コンソーシアム』） \| \| \| \| \| \| |      |      |      |      |      |
| | 1852 | 1853 | 1854 | 1855 | 1856 |
| ロシア | 15.6 | 19.9 | 31.3 | 39.8 | 37.9 |
| フランス | 17.2 | 17.5 | 30.3 | 43.8 | 36.3 |
| イギリス | 10.1 | 9.1  | 76.3 | 36.5 | 32.3 |
| オスマン | 2.8  | ?    | ?    | 3.0  | ?    |
| サルデーニャ | 1.4  | 1.4  | 1.4  | 2.2  | 2.5  |
| クリミア戦争は「東方問題」が各国の政治に特に大きな影響を与えた事例。主要参戦国であるイギリス・フランス・ロシアの軍事費がのきなみ増大しているが、イギリスの軍事費の異常な増大が特に注目される。この大規模な戦争での敗北によってロシアの影響力は著しく低下し、1870年代にいたるまで「東方問題」は安定した。（出典：『ミシガン大学政治・社会研究インター・ユニヴァーシティー・コンソーシアム』） |      |      |      |      |      |

パリ条約の体制は1871年にフランスとプロイセンが交戦した普仏戦争まで維持された。普仏戦争の結果ドイツはプロイセンを中心に強力なドイツ帝国を形成し、フランスは打撃を受け、1852年以来帝政をしいていたナポレオン3世は追放されて現在の共和制（フランス共和国）となった。イギリスと友好関係を維持したナポレオン3世の治世の間、フランスとロシアとは「東方問題」をめぐる対立関係にあったが、パリ条約以降オスマン帝国へのロシアの干渉は重大問題とならなかったこともあり、共和制になったフランスはロシアに接近した。さらにロシアは、ドイツ帝国のビスマルクの支持も得て、パリ条約における黒海の非武装化条項を非難した。イギリスは反対したが、単独ではこのような動きを押さえ込むができなかったため、ロシアは黒海艦隊を再建することに成功した。

### ヘルツェゴビナの反乱

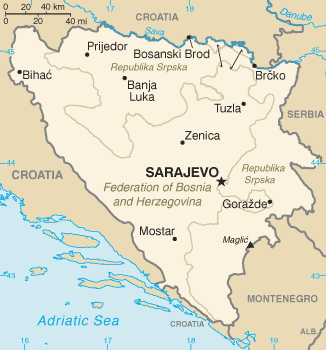
ボスニア・ヘルツェゴビナ
オスマン帝国の影響力が弱まると、この地域は1875年に反乱し、その影響はたちまちバルカン半島を覆った。ベルリン会議でオーストリアの管理下に置かれ、青年トルコ人革命が起きると混乱に乗じてオーストリアに併合された。このことが第一次世界大戦の要因となる。

1875年にヘルツェゴビナでオスマン帝国に対する反乱が起こった。反乱はボスニアとブルガリアに波及したので、これがバルカン半島全体の戦争にまで発展しないよう、列強は介入する必要があると考えた。当時三帝同盟を結んでいたドイツ、オーストリア・ハンガリー、ロシアの三国は共通の姿勢を取ることを決め、アンドラーシ・ノート(Andrássy Note)という形で方針がまとめられた。この文書は、南東ヨーロッパにおける大規模な紛争の火種をなくすために、キリスト教徒の宗教的差別をなくすなどさまざまな改革をオスマン皇帝に求め、さらに、改革を保証するためイスラム教徒とキリスト教徒による合同委員会の設置も求めていた。イギリスとフランスの承認を経て、この文書はオスマン皇帝に提出され、1876年1月31日には皇帝の承認を得た。しかし、ヘルツェゴビナの側（反乱者たち）の指導者は、以前もオスマン皇帝は改革の約束をしたが実現しなかったという理由で、この妥協案を拒絶した。
三帝同盟の各国代表はベルリンで再び会合し、ベルリン覚え書きを合意した。覚え書きでは、ヘルツェゴビナの指導者を納得させるため、オスマン皇帝が約束する改革の実施状況を国際代表団が監督することを求めていた。しかしオスマン帝国政府が覚え書きを受け入れる前に、オスマン帝国内部でクーデターがおこり、オスマン皇帝アブデュルアズィズは廃位された。続くムラト5世も精神錯乱が治らずに3ヶ月で退位し、混乱の末アブデュルハミト2世が即位した。この間にボスニア・ヘルツェゴビナの反乱にセルビアとモンテネグロが介入し、既に1875年に債務不履行に陥っていたオスマン帝国の困窮はここに極まった。
1876年の8月には反乱はなんとか終息に向かったが、反乱がほとんど鎮圧された頃、オスマン帝国による住民の大虐殺（バタクの虐殺）が明らかになり、ヨーロッパに衝撃を与えた。汎スラヴ主義を掲げるロシアは、この状況を利用してオスマン帝国領を割譲させるために介入しようと画策した。1876年末から1877年始めにかけて、イタリアも加えた列強はコンスタンティノープルで和平案を協議したものの、オスマン皇帝は改革を監督する国際代表団の受け入れが独立をおびやかすことを懸念して、発布されたばかりのオスマン帝国憲法の条文を楯に、列強の要求を強く拒絶した。これを受けて、1877年4月24日、ロシアはオスマン帝国に宣戦布告した(露土戦争 (1877年-1878年))。オーストリア・ハンガリーは、ライヒシュタット協定（戦争によりロシアがベッサラビア及びコーカサスを、オーストリア・ハンガリーがボスニア・ヘルツェゴビナを獲得することを約束した）に基づき中立を保持した。イギリスは、南アジア方面でのロシアの脅威を危惧していたが、戦争には介入しなかった。孤立したオスマン帝国にロシアは圧勝し、1878年2月、サン・ステファノ条約を結んで以下の要求を認めさせ多額の賠償金を得た：
1. ルーマニア、セルビア、モンテネグロの完全な独立
2. ブルガリアの実質的な独立
3. ボスニア・ヘルツェゴビナでの改革
4. アルメニア人の多い東部アナトリアや、ドブロジャのロシアへの割譲

ロシアは新たな独立国に対しても保護権を確保し、南東ヨーロッパでの影響力を増大させた。
しかし、このようなロシアの勢力拡大に対しイギリスをはじめとする列強は反発し、同年6月、ベルリン会議を開いてサン・ステファノ条約を見直し勢力調整をはかった。ルーマニア、セルビア、モンテネグロの独立はそのまま承認されたが、その境界は狭められた。ブルガリアはロシアの影響力を警戒されて大きく二つ（ブルガリアと東ルメリア）に分割された。ボスニア・ヘルツェゴビナはオーストリアの管理下におかれた。ベルリン会議によって、列強間の利害問題としての「東方問題」は外交的に一応の決着がつけられた。

### ドイツとオスマン帝国

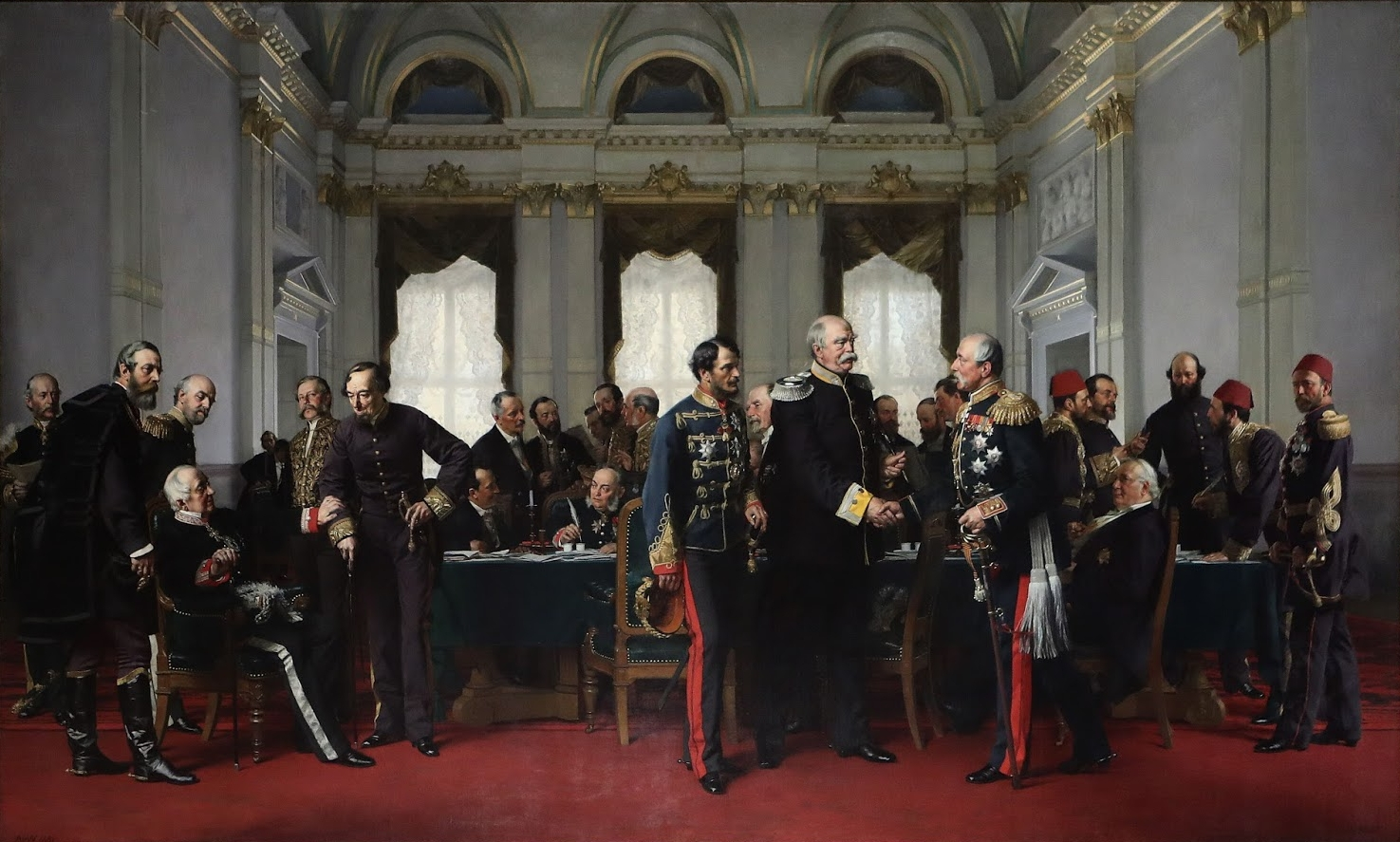
ベルリン会議
この会議の結果、ドイツとロシアの間に禍根が生じた。

ベルリン会議以降の19世紀後半、オスマン帝国をめぐる列強の関係は変化した。ロシア皇帝はベルリン会議でのサン・ステファノ条約の修正を不服として三帝同盟を脱退し、ビスマルクの巧みな外交によって孤立させられていたフランスと徐々に接近する姿勢を見せた。ドイツはオーストリア・ハンガリーに接近し、1879年に2国間に同盟が結ばれた。またドイツはオスマン帝国に友好的であり、両国は親密な関係を築いた。ドイツはオスマン帝国の軍事と財政の制度改革に協力し、そのかわりにバグダード鉄道の敷設権と商業上の特権を認められ、帝国内の重要な経済市場に参入した。
このような傾向は以前のオスマン帝国にとって重要な同盟国であったイギリスとドイツを、オスマン帝国領内のさまざまな利権を巡って対立させることとなった。一方でイギリスはとくにエジプト以南のアフリカ分割問題を巡って対立していたフランスとは徐々に和解し、両者は1904年に英仏協商を結んで協調関係に入った。ロシアもイギリスに接近し、1907年に両国は英露協商を結び、英仏露の三国は三国協商と呼ばれる協調体制を形成した。

### ボスニア危機
1908年、「統一と進歩委員会」が中心となって、専制的なオスマン皇帝アブデュルハミト2世に対する青年トルコ人革命がおこった。1909年にはアブデュルハミト2世は廃位され、メフメト5世が即位したが、彼は憲法に忠実である反面、前帝と比べると政治に無頓着な君主であった。さまざまな改革がおこなわれたが、帝国内では社会不安や混乱が続いた。

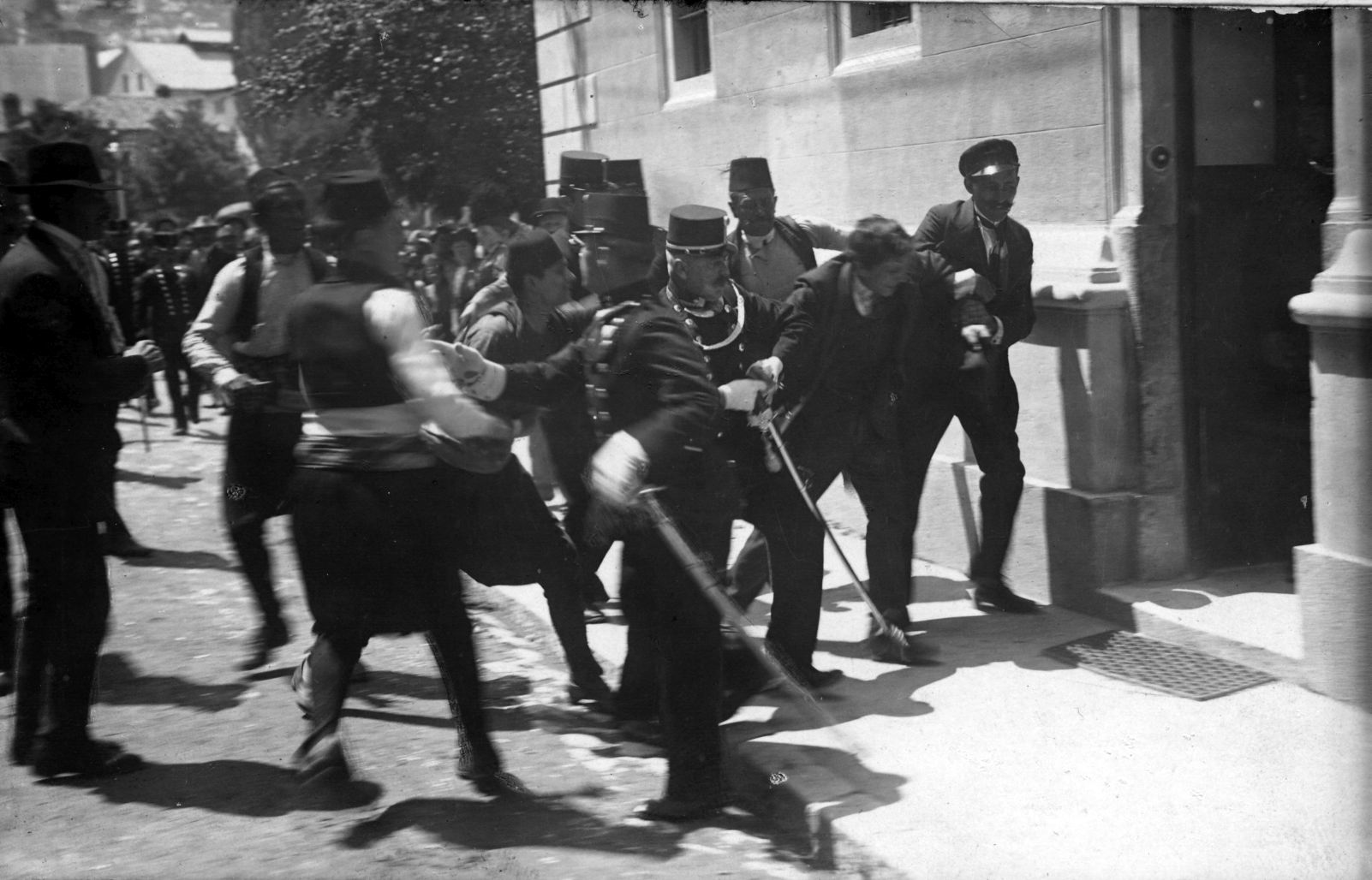
サラエヴォ事件
ボスニア危機の際にセルビア側に不満が残り、これが後のテロリズム（サラエヴォ事件）となって第一次世界大戦の引き金を引くことになった。

青年トルコ人革命後の憲法改正で、地方の州に大幅な自治が認められることになった。オーストリア・ハンガリーは、ベルリン会議以来ボスニア・ヘルツェゴビナを管理下においていたが、自治が認められれば二重帝国の支配に批判的なセルビア人がボスニアの州議会を掌握し、自国の権限が脅かされると危惧した。そこでオーストリアは、ボスニア・ヘルツェゴビナの保護が同地域に経済的な安定をもたらすとの主張に基づいて、同地域を併合した。
併合は「ボスニア危機（併合危機）」と呼ばれる外交紛争を招いたが、最終的にオーストリア・ハンガリーがオスマン側に補償金を支払うことを約束し、ボスニア・ヘルツェゴビナはオーストリアに併合された。このとき、オーストリアはロシアに対して、ロシア軍艦のダーダネルス海峡通航権が認められるのを支持すると約束し、ロシアの支持を取り付けた。そこでロシアはオスマン帝国にダーダネルス海峡通航権を請求したが、イギリスとフランスの反対にあって頓挫したため、結局オーストリアの約束はロシアに何の益ももたらさなかった。
併合がオスマン帝国に認められた後も、セルビアはオーストリア・ハンガリーに頑強に反対した。セルビアはロシアに支援を求めたが、ロシアは日露戦争で敗北を重ねて疲弊していたので、これに応ずることができなかった。ドイツはこの情勢を見てオーストリア・ハンガリーを支持し、イギリスとフランスは無関心であった。孤立したセルビアは、やむをえずボスニア・ヘルツェゴビナの併合反対を取り下げた。

## 「東方問題」における歴史学

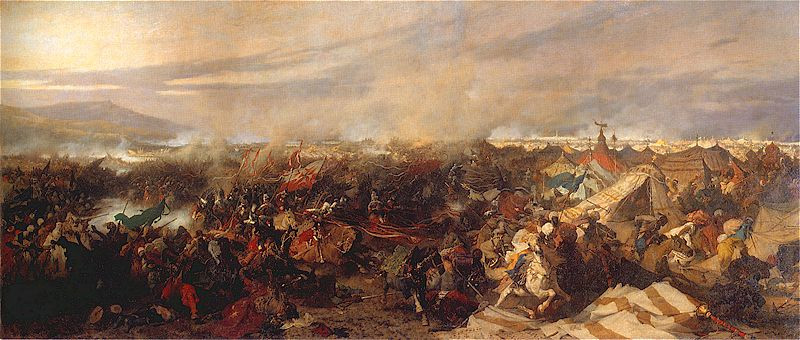
第二次ウィーン包囲
1683年オスマン帝国軍による大規模なヨーロッパ遠征。この後争いが16年間続き、1699年にカルロヴィッツ条約が締結される。オスマン帝国は遠征に失敗して縮小・解体に向かい、それに伴って「東方問題」が発生するようになる。

### 「東方問題」成立の契機
「東方問題」の成立時期をいつと定義するかは、文献によって異なる。「東方問題」の形成過程には3つの主要な契機があり、このいずれかを起点とする文献が多い：
1. 1699年 カルロヴィッツ条約により、オスマン帝国がヨーロッパ諸国と条約を結ぶ。これ以降オスマン帝国は縮小・解体の時期を迎える。
2. 1736年 露土戦争により、ヨーロッパの勢力均衡を維持するために、紛争の当事者以外が「東方」の問題に介入するという「東方問題」特有の形式が出現する。
3. 1774年 キュチュク・カイナルジ条約により、ロシアがオスマン帝国内の正教徒の保護権を得る。ロシアがオスマン帝国に内政干渉して両国の紛争につながり、列強がそれに介入するという「東方問題」固有の構造が明確となる（同様に、条約締結の要因となった1768年露土戦争の開戦も「東方問題」も契機と捉えられる）。

### 「東方問題」のバイオリズム

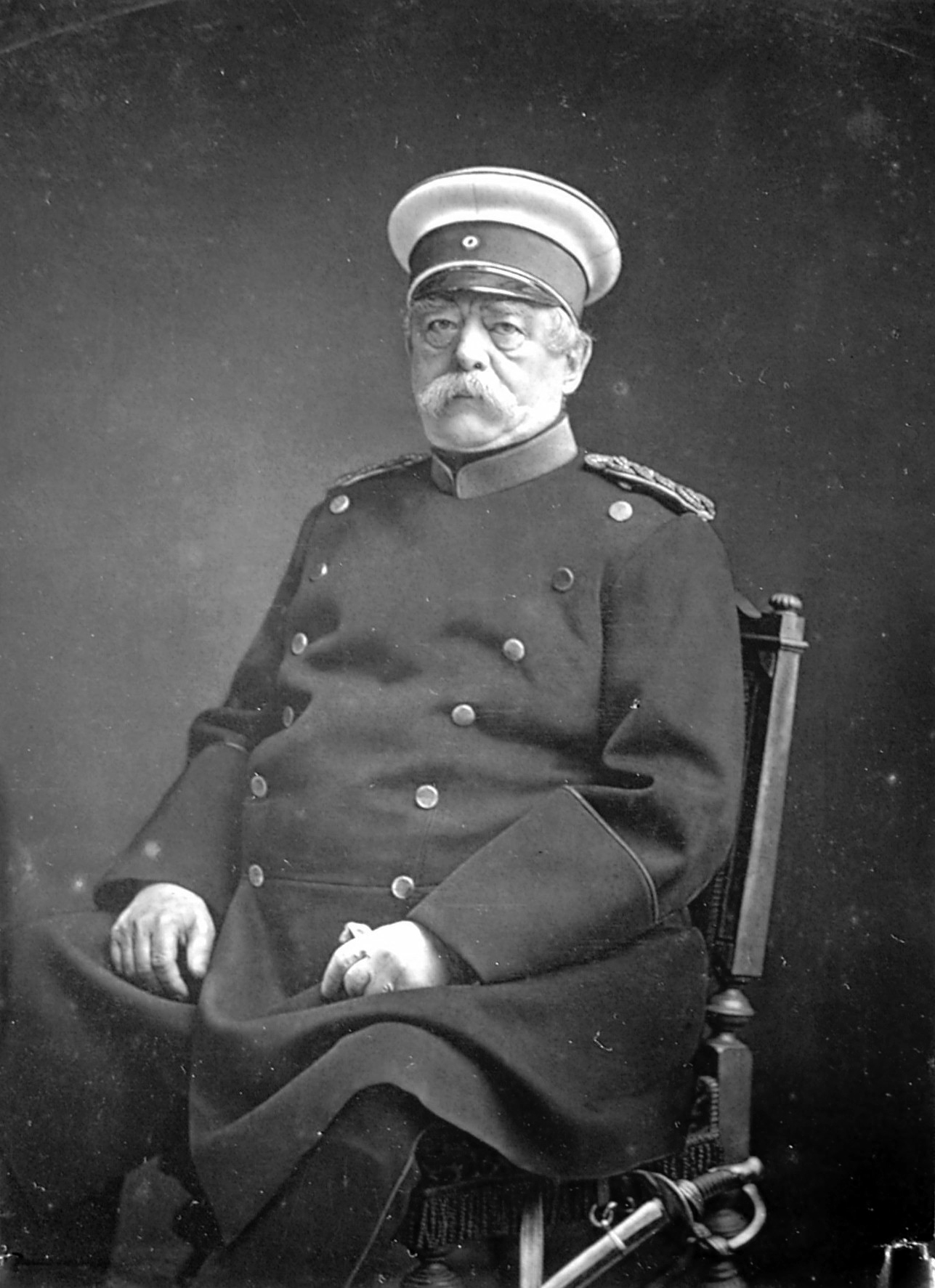
ビスマルク
卓越した外交センスでヨーロッパに複雑で、それゆえに安定した外交秩序を構築した。彼はオーストリアとロシアの間で「東方問題」に関する紛争が起こるのを嫌い、「公正な仲裁人」と称してベルリン会議を開いた。彼はこの会議で列強の利害を巧みに調整した。

「東方問題」の中でも、ギリシャ独立戦争（1821～29年）が全ヨーロッパ規模での世論の喚起を促したこと、および、クリミア戦争（1853～56年）がヨーロッパ各国の政治に大きな影響を与えたことは、事実である。ただし「東方問題」がこの時期のヨーロッパ外交においてどこまで中心的な役割を果たしていたかについては一概に決めることができる問題ではない。特に、「東方問題」が比較的安定していた時期には、「東方問題」以外の問題がヨーロッパ外交の中心に語られることが多い。ここでは参考として、「東方問題」が比較的安定し、重要性が相対的に低下していたと思われる時期を挙げる：
- 「東方問題」の重要性が相対的に低下する時期

1. 1807年～1815年 ナポレオンの時代
2. 1840年～1853年 1848年の諸革命前後のヨーロッパ政治の動揺期
3. 1856年～1871年 クリミア戦争後の安定期
4. 1878年～1890年 ベルリン会議後、ビスマルク体制の終焉までの安定期

### 「東方問題」史観
オスマン帝国の歴史を記述するとき、15・16世紀の軍事的成功を伴う拡大期と19世紀の解体期に焦点を当てて記述し、とくに解体期を「東方問題」としてヨーロッパ外交秩序、列強の世界分割や勢力均衡の観点からのみ捉える見方は、いまなお支配的である。一種のオリエンタリズムに基づくこのような歴史観に対し、オスマン帝国を専門とする歴史家の多くが、600年にわたるオスマン帝国の歴史においてオスマン帝国をより主体的に描き、アジアとヨーロッパの接点に位置するオスマン帝国を、両世界の交流の中に輝いた「世界帝国」として記述すべきと主張している。

## 「東方問題」関係年表

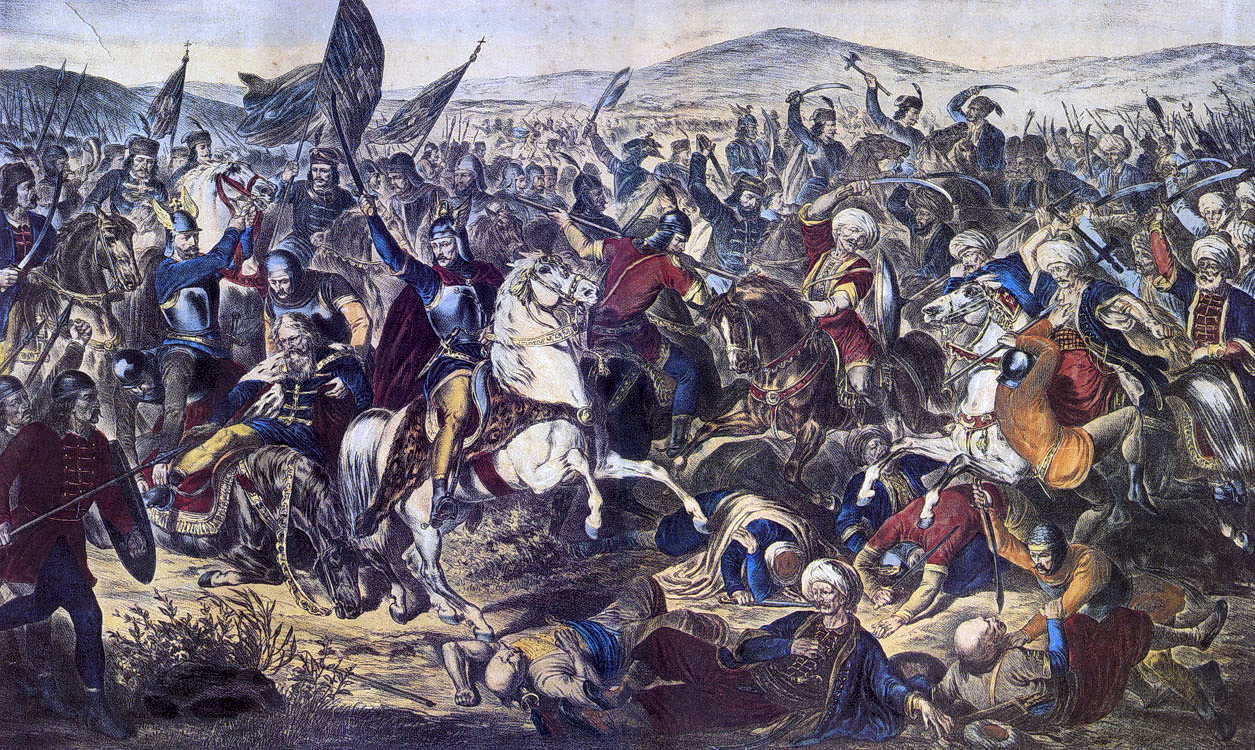
コソボの戦い（1389年）
オスマン帝国のバルカン半島進出を決定づけた。

- 1389年 - コソボの戦い
- 1396年 - ニコポリスの戦い
- 1448年 - コソボの戦い（英語版）
- 1453年 - コンスタンティノープルの陥落、ビザンツ帝国滅亡
- 1526年 - モハーチの戦い(Ottoman–Habsburg warsの始まり)
- 1529年 - 第一次ウィーン包囲
- 1536年 - ベオグラード条約(Franco-Turkish treaty)、フランスにカピチュレーションを付与(Franco-Ottoman alliance)
- 1538年 - プレヴェザの海戦
- 1571年 - レパントの海戦
- 1663年 - 墺土戦争（〜1664年）（英語版）
- 1664年 - Peace of Vasvár（1663年の墺土戦争の講和条約）
- 1683年 - オーストリア・トルコ戦争（〜1699年）開始、第二次ウィーン包囲
- 1699年 - カルロヴィッツ条約（Ottoman–Habsburg warsの講和条約）、コンスタンティノープル条約（1700年）はロシアが南下政策を開始する契機となった
- 1700年 - 大北方戦争（〜1721年）
- 1710年 - 露土戦争（〜1711年）（英語版）
- 1711年 - ピョートル1世、モルダヴィア侵攻(プルート川の戦い)。プルート条約（1710年の露土戦争の講和条約）
- 1714年 - Ottoman–Venetian War (1714–1718)
- 1716年 - 墺土戦争（〜1718年）
- 1718年 - パッサロヴィッツ条約（Ottoman–Venetian Warと墺土戦争の講和条約）
- 1723年 - ピョートル1世のロシア帝国の攻撃に遭いバクーが陥落。オスマン・イラン戦争 (1723年-1727年)（トルコ語版）
- 1730年 - アフシャール・オスマン戦争 (1723年-1727年)（英語版）
- 1735年 - オーストリア・ロシア・トルコ戦争（露土戦争とも、1735年 - 1739年）
- 1739年 - ベオグラード条約（1735年の露土戦争の講和条約）、ロシアによるアゾフの領有が確定
- 1768年 - 露土戦争（〜1774年）
- 1774年 - キュチュク・カイナルジ条約（1768年の露土戦争の講和条約）、トルコ領内の正教徒保護権をロシアが獲得
- 1783年 - ロシアのクリミア・ハン国征服
- 1787年 - 露土戦争（〜1792年）、墺土戦争（〜1791年）
- 1789年 - フランス革命、革命の影響が徐々にバルカン半島にも及び、19世紀前半にはバルカン諸民族の独立運動が激化

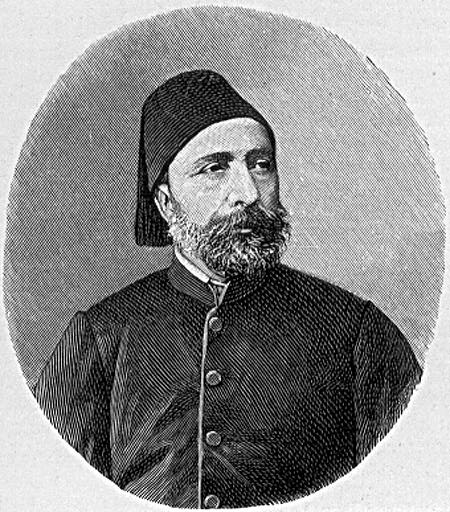
ミドハト・パシャ
オスマン帝国内を自主改革し、タンジマート（1839年〜）の成果としてミドハト憲法を起草した。

- 1791年 - シストヴァ条約（1787年の墺土戦争（〜1791年）の講和条約、1526年以来のOttoman–Habsburg warsがようやく終わった）
- 1792年 - ヤシ条約（1787年の露土戦争の講和条約）
- 1796年 - エカチェリーナ2世がZubov将軍にTranscaucasiaへの戦争を指示。バクーが陥落
- 1798年 - ナポレオンによるエジプト占領
- 1804年 - ロシア・ペルシャ戦争（〜1813年）
- 1813年 - ゴレスターン条約（1804年のロシア・ペルシャ戦争の講和条約）、カージャール朝イランがグルジアとアゼルバイジャンの主権を放棄。
- 1817年 - コーカサス戦争（〜1864年）
- 1821年 - ギリシャ独立戦争（〜1829年）
- 1826年 - Ottoman–Egyptian Invasion of Mani。ロシア・ペルシャ戦争（〜1828年）
- 1828年 - トルコマーンチャーイ条約（1826年のロシア・ペルシャ戦争の講和条約）、カージャール朝イランがロシアにアルメニアを割譲。露土戦争 (〜1829年)。コーカサス・イマーム国（英語版）(1828年-1859年)が独立。
- 1829年 - アドリアノープル条約（1828年の露土戦争の講和条約）、ギリシャは自治国として独立
- 1831年 - ムハンマド・アリーのシリア・アナトリア侵入（第一次エジプト・トルコ戦争（〜1833年）（英語版））。ボスニア人蜂起（英語版）。
- 1833年 - クタヤ条約（英語版）（第一次エジプト・トルコ戦争の講和条約）。ウンキャル・スケレッシ条約
- 1838年 - 英土通商条約締結
- 1839年 - ギョルハネ勅令、タンジマート開始、第二次エジプト・トルコ戦争（〜1841年）（英語版）
- 1840年 - ロンドン条約（第二次エジプト・トルコ戦争の講和条約）
- 1841年 - ロンドン海峡条約（英語版）、ウンキャル・スケレッシ条約が破棄され、ロシア艦隊のボスポラス海峡・ダーダネルス海峡の通行が禁止された。
- 1846年 - バクーで油井の機械掘削が行なわれた。それ以前から手掘り油井はあった。
- 1853年 - クリミア戦争（〜1856年）
- 1856年 - パリ条約（クリミア戦争の講和条約）[1]
- 1865年 - アルフレッド・ノーベルがハンブルクでニトログリセリンの製造業を開始
- 1872年 - ロシアがバクーでの油井掘削権を海外の投資家に販売。
- 1875年 - ヘルツェゴヴィナ蜂起
- 1876年 - ミドハト憲法制定。ブルガリア人の四月蜂起（英語版）。バクーでノーベル兄弟（英語版）が開発を開始
- 1877年 - 露土戦争（〜1878年）。アルメニア人問題（英語版）
- 1878年 - サン・ステファノ条約（1877年の露土戦争の講和条約）、ロシアの影響下にブルガリアが独立。6月、ベルリン会議でブルガリア国境が縮小され、ロシアのエーゲ海進出は阻まれた。ロシアがオスマン領内の六県（トルコ語版）のアルメニア人を支援してアルメニア人民族運動（英語版）が大きくなると、アルメニア人とムスリムの対立が表面化した。バクーでノーベル兄弟石油会社（英語版）を設立
- 1894年 - ハミディイェ虐殺（英語版）、最初の大規模なアルメニア人虐殺
- 1896年 - オスマン銀行占拠事件（英語版）。アルフレッド・ノーベル死去
- 1897年 - ギリシア・トルコ戦争（第一次）。コンスタンチノープル条約（1897年）（英語版）（ギリシア・トルコ戦争（第一次）の講和条約）
- 1899年 - ドイツがバグダード鉄道敷設権を獲得。競合していた英国は第二次ボーア戦争の勃発に伴う戦費増大で撤退した。
- 1904年 - 日露戦争（〜1905年）での敗戦によってロシアの南下政策が頓挫。日本海軍は戦争相手国ロシアからバクーの石油を輸入して使用していた
- 1905年 - ユルドゥズ暗殺未遂事件（英語版）、アルメニア革命連盟によるアブデュルハミト2世暗殺未遂事件
- 1908年 - 青年トルコ人革命、ボスニア・ヘルツェゴビナ併合
- 1909年 - アダナの虐殺（英語版）、大規模なアルメニア人虐殺
- 1912年 - アルバニア独立宣言（英語版）、バルカン4カ国がトルコに対するバルカン同盟結成、第一次バルカン戦争開始
- 1913年 - ロンドン条約、トルコはイスタンブールを除くヨーロッパ領土およびクレタ島を喪失
- 1914年 - 第一次世界大戦勃発（〜1918年）、アルメニア人虐殺。土独同盟（英語版）
- 1918年 - レーニン暗殺未遂(「ロックハートの陰謀（Lockhart Plot）」)、イギリスのMansfield Smith-Cumming（英語版）指揮下のMI1が計画した。連合国がシベリア出兵でロシア内戦に介入した結果、トルコへのロシアによる圧力が無くなった。
- 1919年 - セーヴル条約（第一次世界大戦の講和条約）。ギリシア・トルコ戦争（第二次、〜1922年）
- 1920年 - トルコ共和国成立。中央アジアで1916年から始まっていたバスマチ蜂起が、ブハラ・ハン国を打倒しブハラ人民ソビエト共和国を樹立。ボルシェビキがバクーを制圧。ノーベル兄弟石油会社を含む民間の全ての油井がボルシェビキに接収された
- 1921年 - ネメシス作戦（英語版）、タラート・パシャら旧オスマン政府高官が多数暗殺された。バスマチの切り崩しを狙ったソビエト連邦によってトルキスタンに送りこまれたエンヴェル・パシャが寝返り、反ソ活動を開始した。
- 1922年 - ローザンヌ条約（1919年のギリシア・トルコ戦争の講和条約）。エンヴェル・パシャが赤軍の掃討作戦によって死亡。

## 関連書籍
以下は英語版ウィキペディア記事「Eastern Question」の参考文献である。
- Duggan, Stephen P. (1902). The Eastern Question: A Study in Diplomacy. London: P.S. King & Son.
- Taylor, Alan John Percivale. (1980). Struggle for Mastery in Europe 1848 1918. Oxford: Oxford University Press.